# ドンニー
東兒（ドンニー、國語字：Đông Nhi、1988年10月13日 - ）は、ベトナムの歌手および女優。本名は梅紅玉（マイ・ホンゴック）。

## ディスコグラフィ

### アルバム
- The First Step（2010年）
- I Wanna Dance（2014年）[3]
- Ten on Ten（2018年）[4]

### コンパクト盤
- The Singer（2011年）
- Xin Anh Đừng（2017年）

## 受賞歴
| 年     | 授賞式                                       | 賞                             | 結果       |
| ------ | -------------------------------------------- | ------------------------------ | ---------- |
| 2010年 | 第16回黄梅大賞                               | 最も愛されている女性ポップ歌手 | ノミネート |
| 2011年 | 第17回黄梅大賞                               | 最も愛されている女性ポップ歌手 | ノミネート |
| 2011年 | 第2回ジンミュージックアワード                | 最も愛されている女性ポップ歌手 | 受賞       |
| 2012年 | 第3回ジンミュージックアワード                | 最も愛されている女性ポップ歌手 | 受賞       |
| 2013年 | 第4回ジンミュージックアワード                | 最も愛されている女性ポップ歌手 | 受賞       |
| 2013年 | 第19回黄梅大賞                               | 最も愛されている女性ポップ歌手 | 受賞       |
| 2014年 | 第20回黄梅大賞                               | 最も愛されている女性ポップ歌手 | 受賞       |
| 2014年 | 第5回V-pop20アワード                         | 最も優秀な女性ポップ歌手       | 受賞       |
| 2014年 | 第5回ジンミュージックアワード                | 最も愛されている女性ポップ歌手 | 受賞       |
| 2015年 | 第6回ジンミュージックアワード                | 最も愛されている女性ポップ歌手 | 受賞       |
| 2015年 | 第21回黄梅大賞                               | 最も愛されている女性ポップ歌手 | 受賞       |
| 2015年 | 第9回ホーチミン市テレビ大賞                  | 最も愛されている女性ポップ歌手 | 受賞       |
| 2015年 | 第17回エムネットアジアンミュージックアワード | 最優秀アジアアーティスト賞     | 受賞       |
| 2016年 | 第20回MTVヨーロッパ・ミュージック・アワード  | BEST SOUTHEAST ASIAN ACT       | 受賞       |